# Ju-On: The Final Curse
Ju-on: The Final Curse este  un film de groază japonez din 2015, regizat de Masayuki Ochiai. Rolurile principale sunt interpretate de Airi Taira, Renn Kiriyama și Nonoka Ono.

## Distribuție
- Airi Taira
- Renn Kiriyama
- Nonoka Ono
- Yuina Kuroshima
- Nozomi Sasaki